# Dmitrij Bajbakov
Dmitrij Bajbakov (in russo Дмитрий Байбаков?; ...) è un ex tuffatore russo.

## Palmarès
- Coppa del Mondo di tuffi

Siviglia 2002: bronzo nel trampolino 3 m sincro
- Europei di nuoto

Helsinki 2000: argento nel trampolino 1 m
Berlino 2002: oro nel trampolino 3 m sincro